# Lövö, Raseborg
Lövö är med Kolaholmen en ö i Finland. Den ligger i Finska viken och i kommunen Raseborg i landskapet Nyland, i den södra delen av landet. Ön ligger omkring 71 kilometer väster om Helsingfors.
Öns area är 0,98 kvadratkilometer och dess största längd är 1,9 kilometer i sydöst-nordvästlig riktning. Lövö håller på att bli en halvö på grund av landhöjning. Lövö har vuxit ihop med grannholmen Kolaholmen. Bara ett smalt sund skiljer Lövö från fastlandet.